# Dolichorhinus
Dolichorhinus (gr. "nariz alargada") es un género extinto de mamíferos perisodáctilos de la familia Brontotheriidae que vivió en América del Norte a finales del Eoceno. Sólo se conoce una especie: Dolichorhinus hyognathus.

## Características
En vida, se parecían a los rinocerontes, sin embargo era más pequeño que las especies actuales, medía 1,2 metros de altura, y tenía una cabeza más alargada. Sus dientes estaban adaptados a comer vegetación, como por ejemplo las hojas del bosque. Al igual que otros brontoterios, tenían cuatro dedos en las patas delanteras, y tres dedos en las patas traseras, lo que hace que sea poco probable que este animal pudiera correr rápido.